# Ludwig von Raumschüssel
Ludwig Freiherr von Raumschüssel (* 1623 auf Schloss Kolowrat (Untersteiermark); † 5. Dezember 1687 in Laibach) war ein slowenischer römisch-katholischer Geistlicher, Zisterzienser und Abt.

## Leben
Über die schulische oder zunächst weitere Bildung des Freiherrn Ludwig von Raumschüssel ist nichts überliefert worden. Bekannt ist jedoch, dass er in seinen jüngeren Jahren als Soldat bzw. als Offizier im Dreißigjährigen Krieg diente. Einige Jahre nach Ende des Krieges trat er 1654 in die Zisterzienserabtei Sittich ein, wo er 1655 die Profess ablegte. Im Kloster Sittich wurde er unter einem seiner Vorfahren mit dem Amt des Kämmerers betraut, bevor er am 26. Mai 1680 zum 45. (anderen Quellen zufolge zum 46.) Abt des Klosters Sittich gewählt wurde. 1683 ließ er einen Getreidespeicher (lateinisch granarium) errichten, der auch als Schutz und Zufluchtsort vor Angriffen der Türken vorgesehen war. Nach einer im November 1687 erlittenen schweren Wechselfiebererkrankung verstarb er am 5. Dezember 1687 im Sitticherhof (slowenisch Stiški dvorec) in Laibach.